# Eschbeek

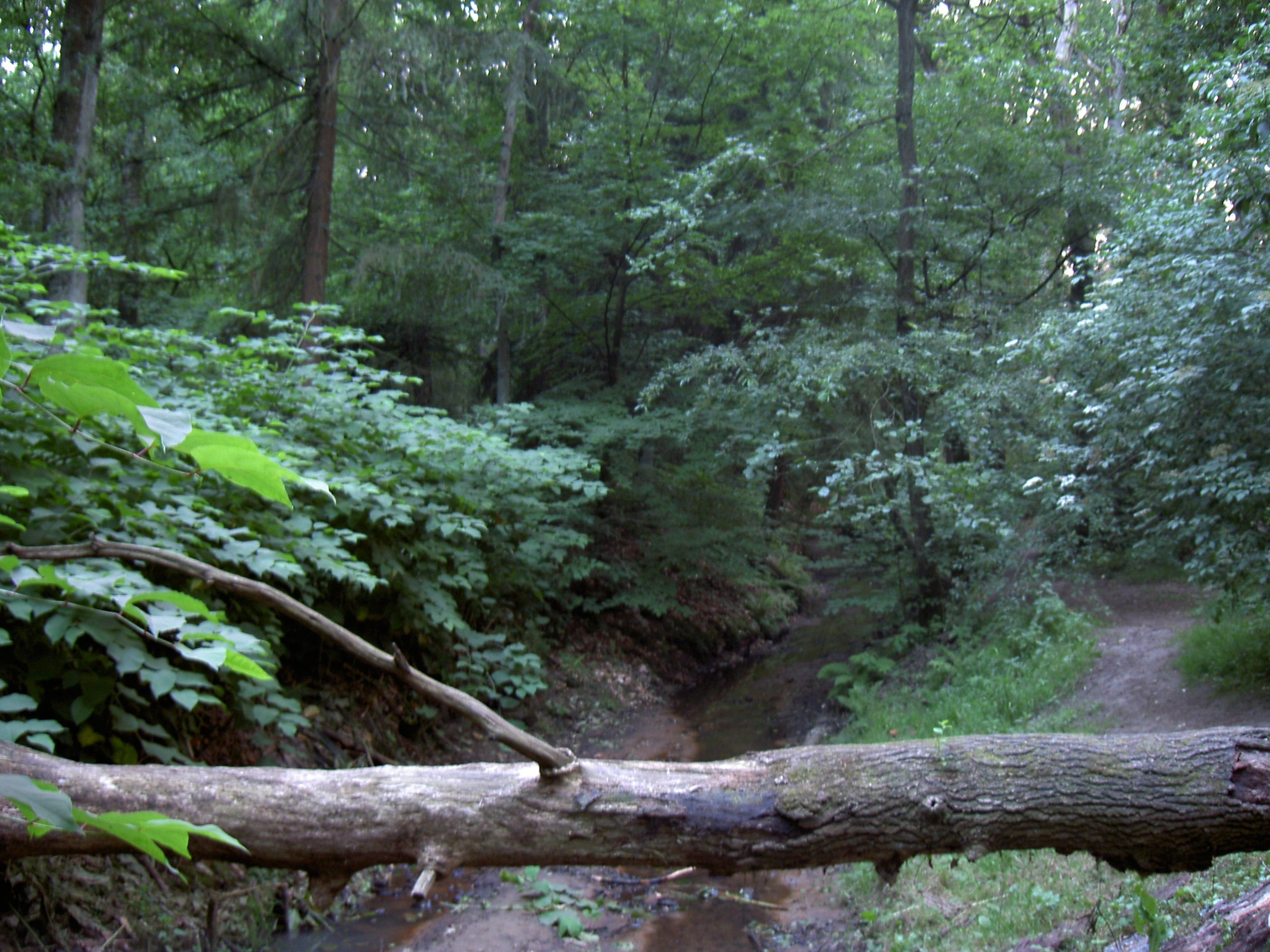
De Eschbeek

De Eschbeek is een beek die door de gemeente Enschede stroomt. Oorspronkelijk mondde de Eschbeek uit in de Leutinkbeek, maar rond 1400 werd deze, om het water dichter langs het toenmalige landhuis op Hof Espelo te voeren, verlegd. Begin 21e eeuw hebben Landschap Overijssel en waterschap Regge en Dinkel de beek grotendeels in zijn oorspronkelijke loop teruggebracht. Het kwelwater is nu met name afkomstig uit landbouwgebieden en stroomt naar het Twentekanaal.